# Bernardo Ashetu

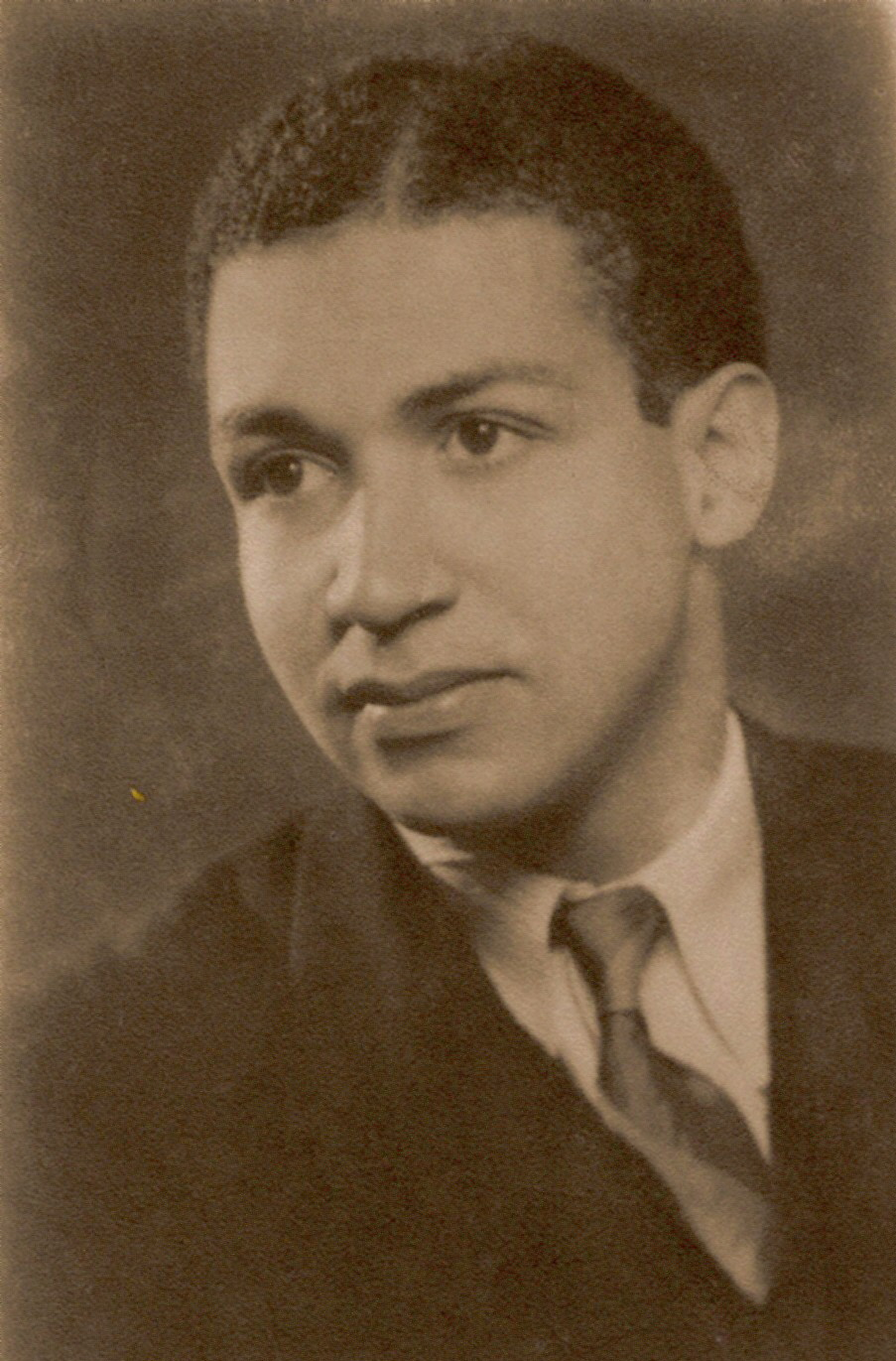
Bernardo Ashetu

Bernardo Ashetu, pseudoniem van Hendrik George (Henk) van Ommeren, (Paramaribo, 4 maart 1929 — Den Haag, 3 augustus 1982) was een Surinaams dichter.

## Leven
Van Ommeren alias Ashetu werd geboren in Kasabaholo aan de rand van Paramaribo als zoon van de geneesheer Henk van Ommeren die later voorzitter van de Staten van Suriname zou worden. Hij bracht zijn jeugd vooral in Suriname door en een groot deel van zijn latere leven als scheepsmarconist in de Caraïbische wateren. Hij debuteerde in de reeks Antilliaanse Cahiers van De Bezige Bij met de omvangrijke bundel Yanacuna (1962), ingeleid door Cola Debrot, waarin behalve gedichten ook enkele korte poëtisch getoonzette prozastukjes staan, die mogelijk als prozagedicht zijn op te vatten. Hoewel hij debuteerde in een tijd toen vele dichters zich voor het eerst presenteerden, onttrekt zijn in het Nederlands geschreven poëzie zich aan de toon en de dichterlijke objecten van die dagen (in het bijzonder aan de maatschappelijk bewogen strijdpoëzie). Hij schrijft gevoelige verzen, fijnzinnig observerend hoe droom en werkelijkheid uit elkaar groeien (hij had een enorm problematische relatie met zijn vader) en uiteindelijk slechts droefenis overblijft voor ontheemden overaI ter wereld.
Lang na zijn overlijden begonnen zijn gedichten te verschijnen in de Spiegel van de Surinaamse poëzie (1995) en in tijdschriften als Dietsche Warande & Belfort, Bzzlletin, Poëziekrant en De Tweede Ronde.
In 2002 kwam er een nieuw bundeltje van hem uit in Paramaribo: Marcel en andere gedichten. In 2007 verscheen in Nederland een keuze uit zijn werk gemaakt door Gerrit Komrij onder de titel Dat ik zong. Later dat jaar verscheen een bibliofiele editie van zijn gedicht Indiaans (zie Werkgroep Caraïbische Letteren). In 2011 verscheen een ruime bloemlezing samengesteld door Michiel van Kempen: Dat ik je liefheb.

## Een gedicht van Bernardo Ashetu
Onkruid
Bespot mij niet
vandaag
nu 't mis is
met m'n kleurkrijt.
De tonen zijn
te zwak van
m'n mooie klarinet.
Bespot mij niet
vandaag
nu ik met de
spade omwoel m'n
tuin vol bitter onkruid.

## Werk van Ashetu
- Bernardo Ashetu, Yanacuna. Gedichten. [Red. Cola Debrot. Antilliaanse Cahiers, 5, 1962, nr. 2/3.
- Bernardo Ashetu, Marcel en andere gedichten. Red. Michiel van Kempen. Paramaribo: Okopipi, 2002.
- Bernardo Ashetu, Dat ik zong. Red. Gerrit Komrij. Amsterdam: Van Gennep, 2007, De Sandwich-reeks nr. 16.
- Bernardo Ashetu, Dat ik je liefheb. Gedichten gekozen en van een nawoord voorzien door Michiel van Kempen. Haarlem: In de Knipscheer, 2011.

## Over Bernardo Ashetu
- Hugo Pos, "Bij het overlijden van Bernardo Ashetu." In: Jere, 8 (1982), nr. 50, augustus/september, p. 5.
- Michiel van Kempen, "Een negerdichter die zichzelf wegzong: over de poëzie van Bernardo Ashetu." In: Bzzlletin, 27 (1998), no. 255, april, pp. 50-59.
- Michiel van Kempen, " `Ik ben een neger.' Poëzie als graf voor Surinaamse demonen." In: Poëziekrant, 24 (2000), no. 3, mei-juni, pp. 36-41.
- Michiel van Kempen: Een geschiedenis van de Surinaamse literatuur. Breda: De Geus, 2003, deel II, pp. 894-899.
- Michiel van Kempen: juli 1962. Hans Faverey maakt zijn debuut in Podium; Bernardo Ashetu’s debuutbundel Yanacuna verschijnt; Lezen in een Caraïbische context. In: Kunsten in beweging 1900-1980. Cultuur en migratie in Nederland. Redactie Rosemarie Buikema en Maaike Meijer. Den Haag: Sdu Uitgevers, 2003, pp. 307-327.
- Michiel van Kempen, ‘Bernardo Ashetu: De laatste vleugels van de zee.’ In: Herman Brinkman, Jeroen Jansen en Marita Mathijsen (red.), Helden bestaan! Opstellen voor Herman Pleij bij zijn afscheid als hoogleraar Historische Nederlandse Letterkunde aan de Universiteit van Amsterdam. Amsterdam: Bert Bakker, 2008, pp. 258-265.
- Klaas de Groot, ‘De (zee)laarzen van Bernardo Ashetu’. In: Nieuw Letterkundig Magazijn, Jaargang XXXV, nummer 1, mei 2017, pp. 8-13.
- Klaas de Groot, ‘Een durian als handgranaat; Over zeven ‘Indische’ gedichten van Bernardo Ashetu’. In: Het andere postkoloniale oog, Onbekende kanten van de Nederlandse (post)koloniale cultuur en literatuur.  Redactie Michiel van Kempen. Hilversum: Verloren 2020, p. 223-230.
- Alfred Schaffer, ‘Met één stap miljoenen mijlen vooruit’. In: Julien Ignacio, Raoul de Jong en Michiel van Kempen (red.), Dat wij zongen, Amsterdam: Das Mag, 2022, p. 57-173.
- Klaas de Groot, 'Bernardo Ashetu; Een dichter die blijft zingen'. Op de site literatuurgeschiedenis.org, juli 2024